# Edouard Richard
Edouard Richard (Latour, 3 juli 1862 - Brussel, 20 december 1925) was een Belgisch volksvertegenwoordiger.

## Levensloop
Richard doorliep een militaire carrière. In 1878 trad hij als vrijwilliger toe tot het 9de Linieregiment. In 1885 stapte hij over op het 12de Linie met de graad van onderluitenant en in 1891 kwam hij bij de grenadiers terecht. Dat jaar vertrok hij naar Belgisch-Congo.
Hij stichtte er het militaire kamp van Kinshasa in het district Stanley-Pool. Hij leidde er zwarte militairen op en moest ook instaan voor hun bevoorrading, wat niet altijd eenvoudig was. Hij begon dan ook vee te houden en grote landerijen met basisgewassen te telen. Hij bevorderde tot kapitein in mei 1893 en reisde terug naar Europa in maart 1894. 
In oktober 1894 vertrok hij weer naar Belgisch-Congo, met de graad van kapitein-commandant. Nu werd hij inspecteur van de opleidingskampen in de provincie Kasaï, vervolgens van de provincie Ubangi. Hij stichtte ook een kamp in Yumbi. In januari 1895 werd hij controleur van de boekhoudingen in Ibembo, Engwetra en Djabir. In oktober 1897 keerde hij naar Europa terug en in april 1898  re-integreerde hij het Belgisch leger.
Hij was sinds 1912 majoor toen de Eerste Wereldoorlog uitbrak. Op 12 september 1914 werd hij een eerste maal gewond in Werchter. Hij vocht eerst met het Eerste regiment karabiniers en vervolgens met het Derde Jagers te voet en werd opnieuw verwond in Diksmuide op 21 november 1915. In 1916, met de graad van kolonel, was hij bevelhebber van de Twaalfde brigade infanterie en vanaf april 1917 voerde hij het bevel over een divisie infanterie, met wie hij de laatste offensieven meemaakte, tot het einde van de oorlog. Op 26 juni 1919 verliet hij het leger met de graad van luitenant-generaal.
Hij werd toen aangezocht om in zijn geboortestreek in de politieke arena te treden.
In november 1921 werd hij verkozen tot katholiek volksvertegenwoordiger voor het arrondissement Neufchâteau-Virton en werd herkozen in april 1925. Hij vervulde dit mandaat tot aan zijn eerder vroegtijdige dood, op het einde van datzelfde jaar. Hij werd opgevolgd door Hubert Pierlot, die echter kort daarna provinciaal senator werd waardoor hij op zijn beurt opgevolgd werd door Henri Mernier.
Na zijn dood werd een herinneringsplaat met zijn beeltenis geplaatst tegen de gevel van het gemeentehuis van Latour, tegenwoordig Musée Baillet-Latour.